# 맥시마이트
맥시마이트(Maximite, 본명: 신민철, 1990년 4월 22일 ~ )는 대한민국의 DJ이자 음악 프로듀서이다. 현재 명지대학교 뮤지컬 연기 전공 휴학중이다. 2015년 노래 "PICK ME"의 프로듀서로 잘 알려져 있다.